# Trás-os-Montes (film)
Pour plus de détails, voir Fiche technique et Distribution.
Trás-os-Montes est une ethnofiction portugaise réalisée par António Reis et Margarida Cordeiro, sortie en 1976. C'est, avec Torre Bela, le premier film produit par Paulo Branco.

## Synopsis
Le Haut Trás-os-Montes, région rurale déshéritée, oubliée dans ses montagnes, hors du temps et de l’espace.
Loin d’être un documentaire naturaliste, Tràs-os-Montes n’hésite pas à recourir au merveilleux ou à la citation littéraire.

## Fiche technique
- Réalisation : António Reis et Margarida Cordeiro
- Directeur de la photographie : Acácio de Almeida
- Effets visuels : Herlander Egidio Sousa
- Électriciens : Carlos Sequeira, Emilio Castro
- Montage : António Reis et Margarida Cordeiro
- Ingénieurs du son : António Reis et Margarida Cordeiro
- Producteurs : Paulo Branco, António Reis et Margarida Cordeiro
- Société de production : Instituo Português de Cinema
- Société de distribution  France : Pari Films
- Pays d'origine :  Portugal
- Durée : 108 minutes
- Date de sortie 
  -  Portugal : 11 juin 1976
  -  France : 22 mars 1978

## Distribution
- Albino San Pedro : un berger
- José Manuel Fernandes : un berger
- Maria da Glória Alves : une bergère
- Carlos Margarido : Carlos
- Armando Manuel : Armando
- Fortunato Pires : Ferreiro

## Lettre de Jean Rouch
En 1976, Jean Rouch écrit : « Ce film est pour moi la révélation d’un nouveau langage cinématographique. Jamais à ma connaissance un réalisateur avait entrepris avec une telle obstination l’expression cinématographique d’une région : je veux dire cette communion difficile entre les hommes, les paysages, les saisons. Seul un poète déraisonnable pouvait mettre en circulation un objet aussi inquiétant. Malgré la barrière d’un langage aussi âpre que le granit des montagnes, apparaissent, tout d’un coup, au détour d’un chemin neuf, les fantômes d’un mythe sans doute essentiel puisque nous le reconnaissons avant même de le connaître. »